# Wolfgang Rückert

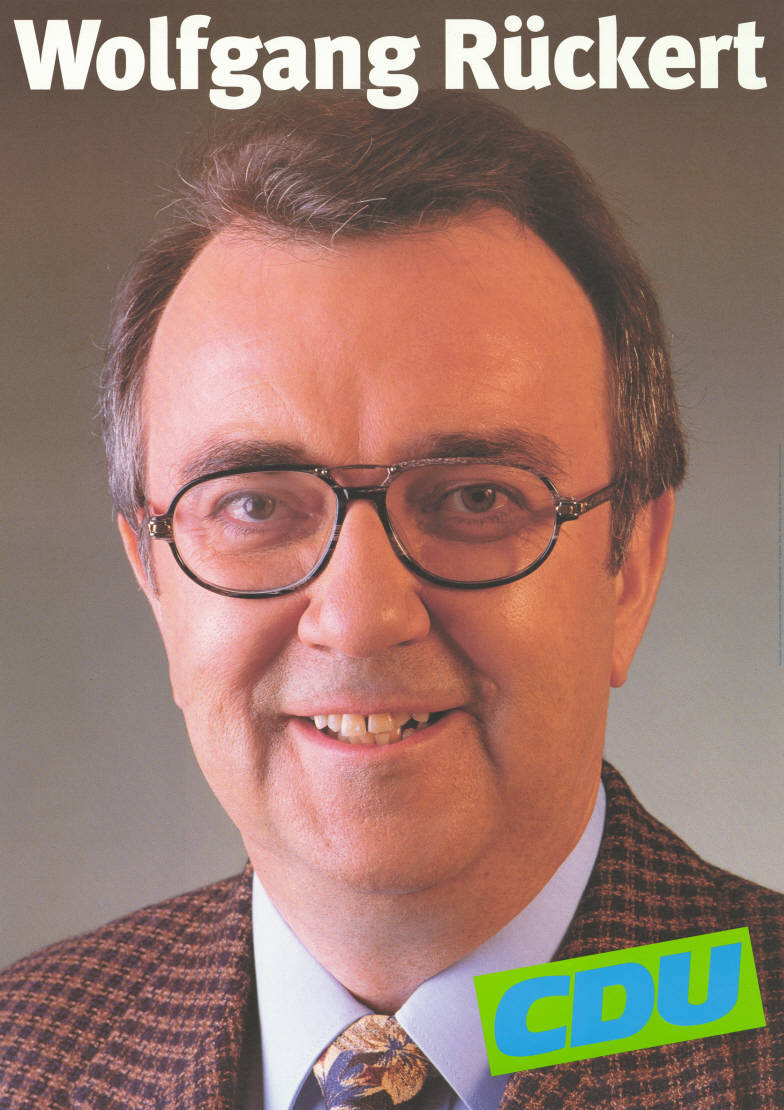
Kandidatenplakat zur Landtagswahl in Baden-Württemberg 1996

Wolfgang Rückert (* 12. August 1942 in Berlichingen) ist ein deutscher Politiker (CDU). Er war von 1996 bis 2004 Staatssekretär im Finanzministerium Baden-Württemberg.
Rückert absolvierte nach dem Abitur ab 1959 eine Ausbildung im gehobenen nichttechnischen Verwaltungsdienst. Anschließend war er von 1965 bis 1970 beim Landratsamt Leonberg und von 1970 bis 1972 als Stadtkämmerer bei der Stadt Spaichingen tätig. 1972 wurde er vom Gemeinderat der Stadt Leonberg zum Ersten Beigeordneten für Finanzen, Wirtschaft und Soziales mit der Amtsbezeichnung Bürgermeister gewählt. Dieses Amt hatte er bis 1992 inne. Ab 1984 war er auch Kreisrat im Landkreis Böblingen und von 1986 bis 1994 dort Fraktionsvorsitzender der CDU.
1992 wurde Rückert in den Landtag von Baden-Württemberg gewählt, dem er bis 2006 angehörte. Von 1995 bis 1996 war er Vorsitzender des Verbands Region Stuttgart. Im Juni 1996 wurde Rückert von Ministerpräsident Erwin Teufel zum Staatssekretär im Finanzministerium berufen. Dieses Amt hatte er bis Juli 2004 inne. Sein Nachfolger wurde Wolfgang Reinhart.
Rückert ist verheiratet und hat zwei Kinder.

## Ehrungen
- 2005: Verdienstkreuz 1. Klasse der Bundesrepublik Deutschland